# Караіндаш II
Караіндаш або Карахардаш II (д/н — бл. 1333 до н. е.) — цар Вавилону близько 1333 до н. е.

## Життєпис
Походив з Каситської (III Вавилонської) династії. Син Караіндаша, сина вавилонського царя Бурна-Буріаша II. Його матір'ю була Мубаллітат-Шеруа, донька ассирійського царя Ашшур-убалліта I.
Ймовірно, у 1347 році до н. е. був оголошений співправителем діда, проте висувається версія, що цим співцарем був батько Караіндаша. Втім на момент смерті Бурна-Буріаша II близько 1333 року до н. е. батько Караіндаша вже помер. Тому він, можливо, за підтримки Ашшур-убалліта I став царем Вавилону. Проте невдовзі був повалений каситською знаттю, що поставила на трон свого ставленика Назі-Бугаша.